# 1630 Milet
1630 Milet este un asteroid din centura principală, descoperit pe 28 februarie 1952, de Louis Boyer.